# 1997 CC20
1997 CC20 är en asteroid i huvudbältet som upptäcktes den 12 februari 1997 av den japanska astronomen Takao Kobayashi vid Ōizumi-observatoriet.
Asteroiden har en diameter på ungefär 7 kilometer.